# コロブリエール
コロブリエール (Collobrières) は、フランス南部プロヴァンス＝アルプ＝コート・ダジュール地域圏、 ヴァール県にあるコミューン。

## 地理

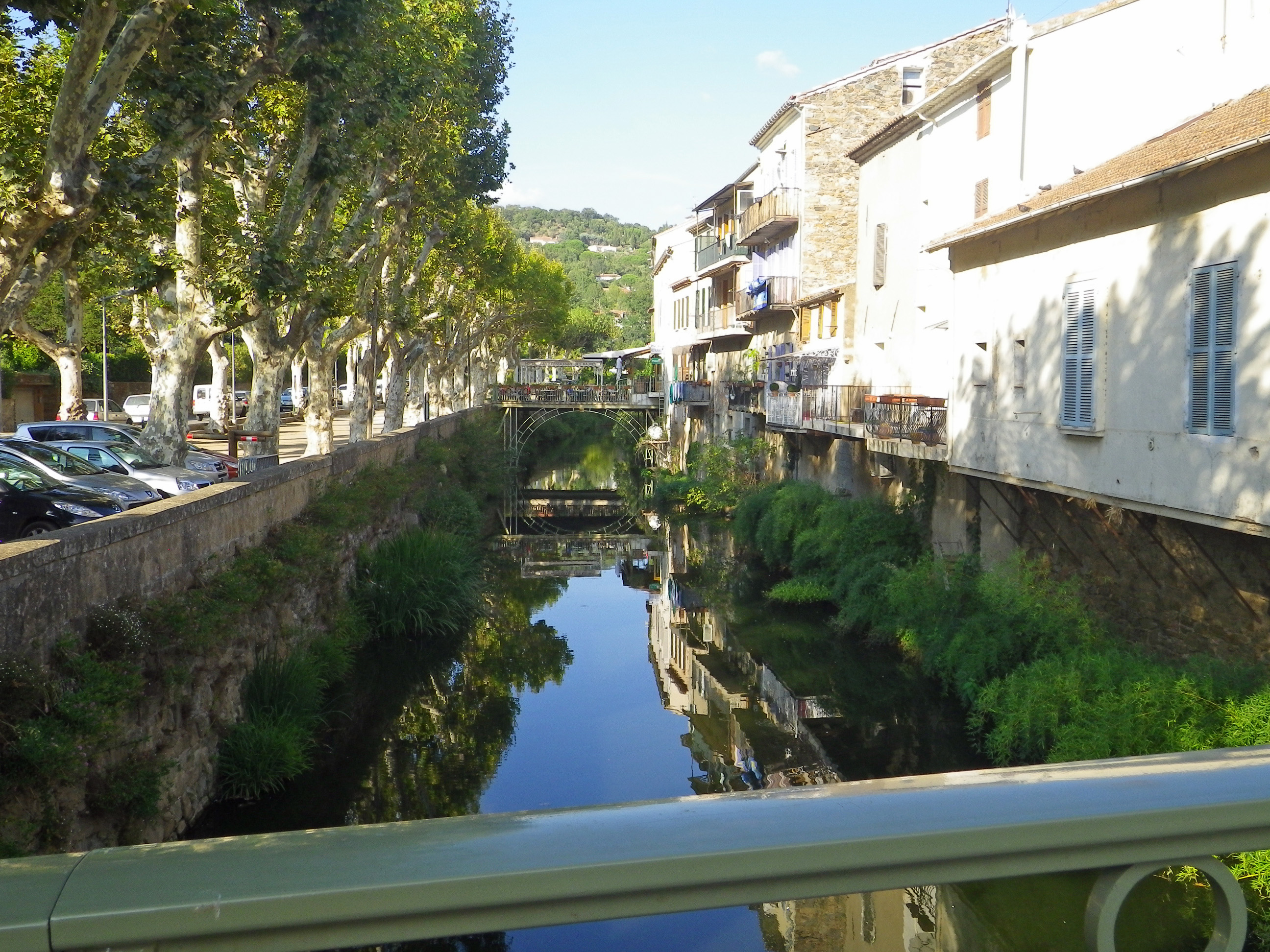
レアル・コロブリエ川

モール山地の中心に位置するコミューンである。村は、ピエールフー・デュ・ヴァ―ルからグリモーへ向かう道によって唯一結ばれている。コミューン内をレアル・コロブリエ川という小河川と小さな流れが交差しており、チャブ、コイ、ミノーといった魚、多くのナミヘビやヨーロッパヌマガメが見つかる。村はブドウ畑で囲まれている。栗やコルクガシの森が村を見下ろしている。

## 由来
プロヴァンス語での地名は、「クサヘビ」を意味するcoulobro/colòbraからきている。コロブリエ―ルはミストラル方言によるとオック語でCouloubrieroとなる。

## 歴史

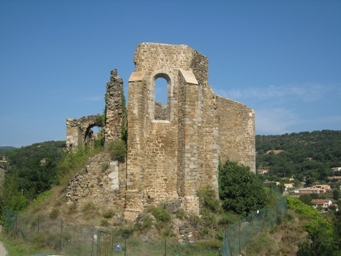
サン・ポンス教会の廃墟.

コロブリエ―ルは、「栗の中心地」とみなされてきた。数十年にわたってマロン・グラッセの加工場が営まれてきた。栗まつりは毎年10月の第三日曜日から三日間行われ、何千人もの観光客たちが工芸品の市場や、徒競走やあらゆる種類のアニメーションを楽しむ。
コロブリエ―ルは12世紀につくられた。村にはこの時代に建設された古い石の橋や、教会もあった。
アルジェリア独立戦争終結の過程で、1962年11月、カプリュードという村の中心から14km離れた森の中の集落が建設された。フランス軍に協力したアルキ兵とその家族のためである。コミューンの議会は、アルキ兵たちを自分たちにより近づけることを望まなかった。結局、1970年9月、アルキ兵とその家族たちは町の中心から2.8kmと近いラ・カペル地区に移された。
2012年6月17日、フランス国家憲兵隊の女性隊員2名がアブドゥッラー・ブーメザール逮捕の過程で死亡した。ブーメザールは逮捕から逃れ逃走し、身柄確保のため動員がされたおかげで数時間後に結局彼は逮捕された。2015年2月20日、ブーメザールは30年の終身刑を言い渡された。

## 人口統計
| 1962年 | 1968年 | 1975年 | 1982年 | 1990年 | 1999年 | 2004年 | 2015年 |
| ------ | ------ | ------ | ------ | ------ | ------ | ------ | ------ |
| 1169   | 1176   | 1135   | 1337   | 1435   | 1596   | 1639   | 1919   |

参照元:1962年から1999年までは複数コミューンに住所登録をする者の重複分を除いたもの。それ以降は当該コミューンの人口統計によるもの。1999年までEHESS/Cassini、2006年以降INSEE。

## 史跡
コロブリエ―ルは、モール山地の底にある小さなプロヴァンスの村である。丘を登り、小さく険しい通りを横切って、階段を歩くのは散歩への真の招待状である。
- ヴェルヌ修道院 - 1170年建設のシャルトルーズ会修道院。歴史的記念物[11]

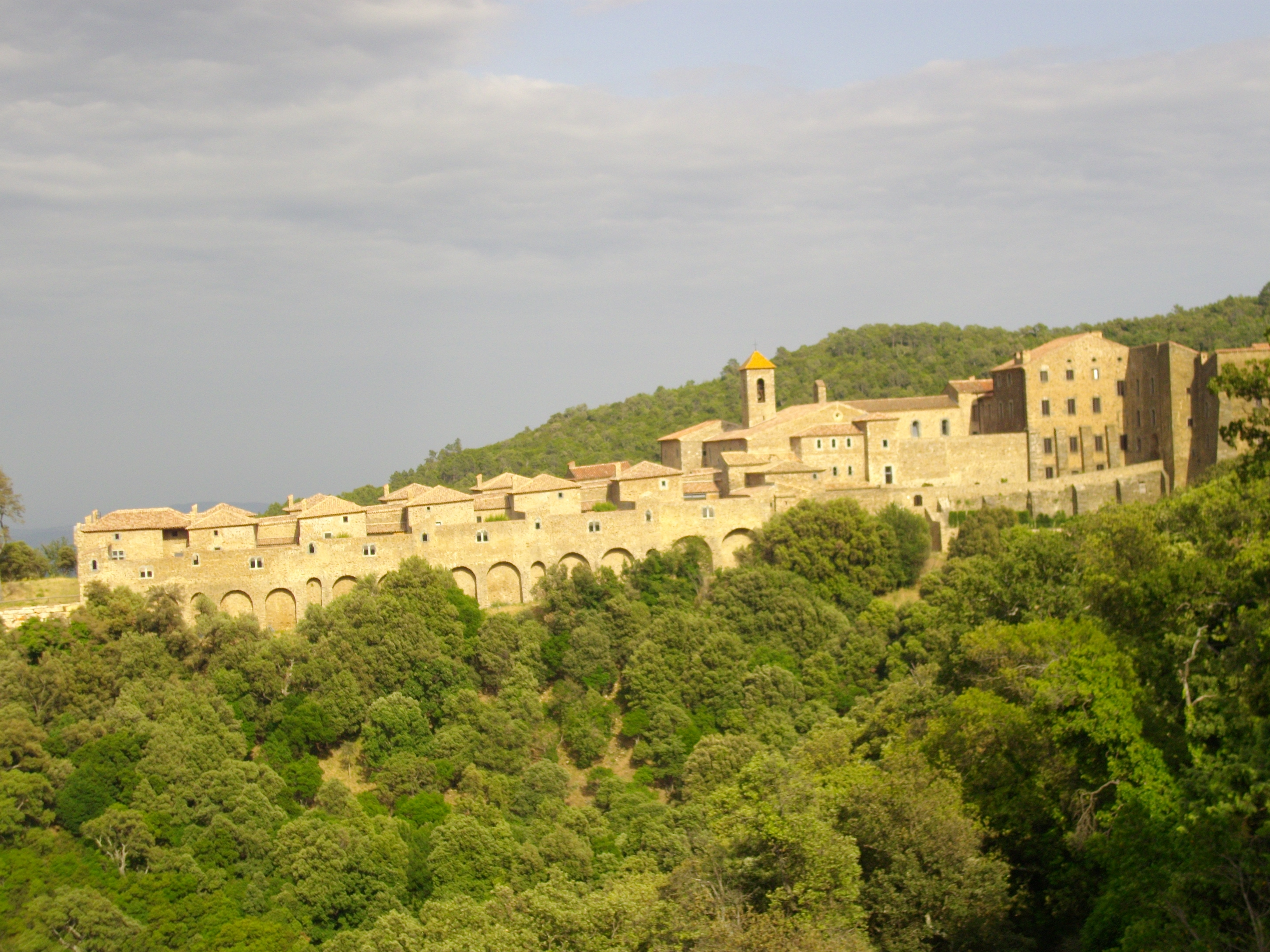
ヴェルヌ修道院
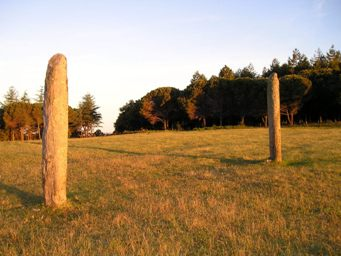
ランベールのメンヒル

## 参照
1. ↑  Site de la direction régionale de l’environnement (DIREN) et Inventaire et protections réglementaires de l'environnement de la commune
2. ↑  Lou tresor dóu Felibrige / Le trésor du Félibrige, F. Mistral, vol. 1 p. 605 de l'édition CPM de 1979.
3. ↑  Lou tresor dóu Felibrige / Le trésor du Félibrige, vol. 1 p. 605 de l'édition CPM de 1979.
4. ↑  Les ruines de Saint Pons
5. ↑  L'église Saint Pons
6. ↑  Michel Roux, Les harkis, les oubliés de l'histoire, éd. la découverte, 1991, page 310 ISBN 978-2-7071-2063-2.
7. ↑  "Deux gendarmes abattues à Collobrières : le suspect passe aux aveux", varmatin.com, 18 juin 2012
8. ↑  http://cassini.ehess.fr/cassini/fr/html/fiche.php?select_resultat=9879
9. ↑  https://www.insee.fr/fr/statistiques/3293086?geo=COM-83043
10. ↑  http://www.insee.fr
11. ↑  http://www.culture.gouv.fr/public/mistral/merimee_fr?ACTION=CHERCHER&FIELD_1=REF&VALUE_1=PA00081578